# Jüdische Elementarschule (Frankershausen)
Die Jüdische Elementarschule in Frankershausen, einem Ortsteil der Gemeinde Berkatal im Werra-Meißner-Kreis in Hessen, wurde um 1846 gegründet und 1922 wegen Schülermangel aufgehoben.
Die Elementarschule wurde auch als Israelitische Volksschule bezeichnet. Der angestellte Lehrer war zugleich als Vorbeter und Schochet tätig.
Die Elementarschule wurde 1871 von 17 Kindern besucht (sieben Jungen und zehn Mädchen). Der Lehrer war Victor Müller, der seit 1854 in Frankershausen unterrichtete. 1877 waren es 15 Kinder, unterrichtet durch den Lehrer Meyer Isaak. 1906 besuchten noch sechs Kinder die Schule.